# Acipenseriformes

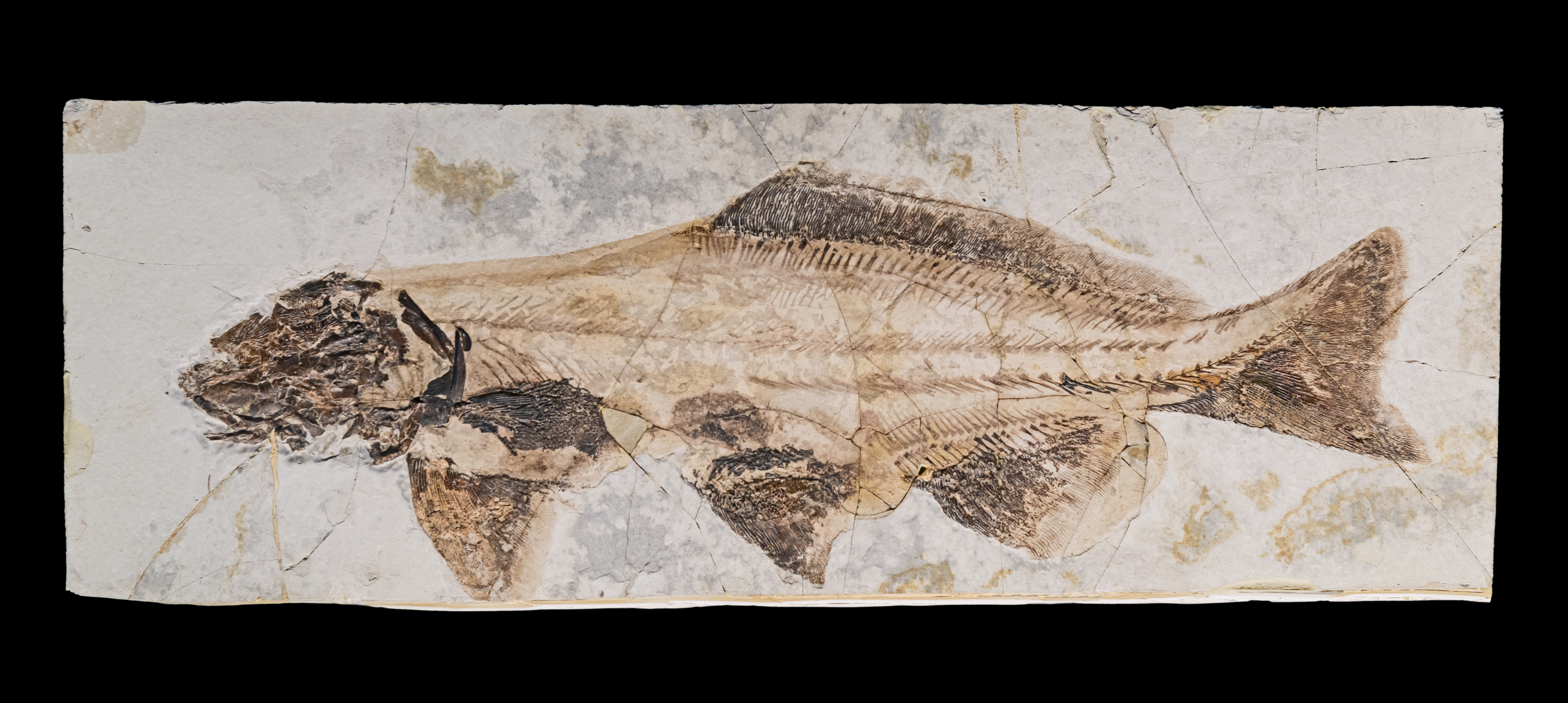
Yanosteus longidorsalis MHNT

Acipenseriformes é a ordem de peixes actinopterígeos que inclui o esturjão, presente em todos os ambientes aquáticos. O esqueleto dos Acipenseriformes é quase todo cartilagíneo.
O grupo divergiu da ordem Polypteriformes há cerca de 200 milhões de anos.

## Taxonomia
- sub-família Acipenseroidei
  - família Acipenseridae (esturjões)
  - família Polyodontidae (peixes-espátula)
  - família Chondrosteidae extinta
  - família Errolichthyidae extinta
  - família Peipiaosteidae extinta'